# Olivier Brestin
Olivier Brestin est un photographe français spécialisé dans la photographie de voyage, qui s'attache à évoquer le lien entre les hommes et la nature dans les domaines de la culture, de l'éducation et des sciences de l'environnement.
Avant d'être photographe, il a été musicien dans le groupe Spicy Box de 1990 à 2000, avec plus de 400 spectacles en France, en Europe et au Canada. Il a enregistré trois albums produits par PolyGram Universal.
Il a obtenu le prix Découverte du Printemps de Bourges en 1995 et a été nommé aux Victoires de la musique en 1998. 
Il a consacré son travail à l'interculturalité et pour l'UNESCO, il a illustré deux kits pédagogiques d'éducation à l'environnement.
Sensible aux milieux naturels et aux patrimoines culturels de l'Homme, il s'investit pour une éducation basée sur l'environnement.
Ses images nous font découvrir les régions du monde et leurs modes de vie traditionnels. Elles ont été publiées dans différentes éditions, autant dans les livres scolaires des éditions Belin pour l'Éducation nationale, que dans la presse magazine spécialisée : L'Histoire édité par Sophia publications, Religions et Histoire aux éditions Faton et Histoire et patrimoine spécial Algérie aux éditions Milan.
Témoin fidèle de la réalité, il ramène une vision objective et éducative de ses expéditions.
En juillet 2009 il fait un voyage humanitaire avec le CCFD en Afrique du Sud